# Бенедиту-Лейти
Бенедиту-Лейти (порт. Benedito Leite) — муниципалитет в Бразилии, входит в штат Мараньян. Составная часть мезорегиона Юг штата Мараньян. Входит в экономико-статистический микрорегион Шападас-дас-Мангабейрас. Население составляет 5469 человек на 2010 год. Занимает площадь 1781,734 км². Плотность населения — 3,07 чел./км².

## Демография
Согласно сведениям, собранным в ходе переписи 2010 г. Национальным институтом географии и статистики (IBGE), население муниципалитета составляет:
| Полное население                               | Полное население                               | Полное население                               | Полное население                               | 5469  |
| ---------------------------------------------- | ---------------------------------------------- | ---------------------------------------------- | ---------------------------------------------- | ----- |
| в том числе:                                   | Городское население                            | 2813                                           | Процент городского населения, %                | 51,44 |
|                                                | Сельское население                             | 2656                                           | Процент сельского населения, %                 | 48,56 |
|                                                | Мужское население                              | 2855                                           | Процент мужского населения, %                  | 52,20 |
|                                                | Женское население                              | 2614                                           | Процент женского населения, %                  | 47,80 |
| Плотность населения, чел/км²                   | Плотность населения, чел/км²                   | Плотность населения, чел/км²                   | Плотность населения, чел/км²                   | 3,07  |
| Население муниципалитета в % к населению штата | Население муниципалитета в % к населению штата | Население муниципалитета в % к населению штата | Население муниципалитета в % к населению штата | 0,08  |

По данным оценки 2016 года, население муниципалитета составляет 5519 жителей.

## Статистика
- Валовой внутренний продукт на 2003 год составляет 8 265 160,00 реалов (данные: Бразильский институт географии и статистики).
- Валовой внутренний продукт на душу населения на 2003 год составляет 1515,99 реалов (данные: Бразильский институт географии и статистики).
- Индекс развития человеческого потенциала на 2000 год составляет 0,595 (данные: Программа развития ООН).